# Walid Mualem
Walid Mohi Edine al Mualem, en árabe: وليد محيي الدين المعلم‎ (Damasco, 13 de enero de 1941- Ibídem, 16 de noviembre de 2020), fue un diplomático sirio y miembro  del Partido Baaz Árabe Socialista, quién sirvió como ministro de Exteriores desde el 21 de febrero de 2006 hasta el 16 de noviembre de 2020, por lo que representó el “rostro diplomático del régimen de Bashar al-Assad” durante la guerra civil siria desatada en 2011.

## Trayectoria política

### Guerra civil siria
Durante el principio de la guerra civil siria, Mualem sostuvo varias conferencias de prensa con los medios de Siria y el mundo árabe. En agosto de 2012, Mualem dio su primera entrevista con en periodista del Occidente desde que estalló la guerra civil, y hablando en inglés, donde dijo que la consigna de los Estados Unidos de «pelear contra el terrorismo internacional cuando ... apoya este terrorismo en Siria» y dijo que los Estados Unidos, en sus esfuerzos para contener Irán, eran «el mayor actor en contra de Siria». Negó la existencia de Shabiha, milicias pagadas y en apoyo del gobierno de Bashar al-Ásad, alegados ellos a haber cometido atrocidades en el principio de la guerra civil, mientras culpó que 60% de la violencia hubo venido del extranjero de Turquía, Catar y Arabia Saudita «con los Estados Unidos ejercitando su influencia por encima de todos los otros».
En octubre de 2012, después de que Ban Ki-Moon, secretario general de la ONU, urgió a Siria a mostrar misericordia, dado la creciente crisis humanitaria, Mualem habló en las Naciones Unidas, donde culpó los Estados Unidos, Francia, Turquía, Arabia Saudita y Catar por haber «ayudado terror» y por «interferencia descarada» en los asuntos de Siria, principalmente para abestecer grupos rebeldes con armas y dinero para que al-Ásad deja su cargo. Llamó como «una broma» a las preocupaciones occidentales sobre las armas químicas y además las tildó como un pretexto para una campaña igual a la guerra de Irak. Más tarde en el mismo mes, Mualem también rechazó llamadas hechas por Ban para declarar una tregua unilateral. Insistió en que los gobiernos que «financian, capacitan y entregan armas a grupos insurgentes, notablemente Arabia Saudita, Catar y Turquía» se paran de hacer estas actividades. En diciembre de 2012, culpó de nuevo a los Estados Unidos, y a la Unión Europea por las sanciones que se ha sufrido Siria.
En enero de 2013, después de que el enviado por las Naciones Unidas y la Liga Árabe, Lakhdar Brahimi, dijo que Bashar al-Ásad no debe participar en un gobierno de transiciones, Mualem llamó a los grupos de la oposición a juntarse con un nuevo gabinete bajo al-Ásad, pero solo si «rechacen intervención extranjera».
En enero de 2014, Mualem participó en la Ginebra II conferencia de paz para Siria en Montreux. En su primer discurso él tildó la oposición de traidores y terroristas. A pesar de que las reglas de la conferencia sola permitieron diez minutos a cada orador, Mualem habló más de cuarenta minutos, y no hacía caso a las tentativas de Ban Ki-moon para que concluye su discurso.

## Vida privada
Mualem estuvo casado y tuvo tres hijos.